# Proces p
Proces p – proces astrofizycznej nukleosyntezy, w wyniku której powstają stabilne jądra atomowe cięższe od jąder żelaza, bogate w protony.
Określenie jest używane w dwóch znaczeniach. W pierwotnym oznaczało powstawanie p-jąder przez wychwyt protonów, okazało się, że w ten sposób nie mogą powstać niektóre jądra. W późniejszym znaczeniu określa wszystkie reakcje powstawania p-jąder.
Kiedy proces ten został po raz pierwszy zaproponowany w 1957 roku w teorii „B²FH”, fizyka tego procesu nie była jeszcze dobrze rozumiana. Autorzy wierzyli, że większość jąder atomowych cięższych od żelaza, które są przeważnie bogate w neutrony została utworzona w procesie s i procesie r, obu mechanizmach zachodzących przez wychwyt neutronu. Jednak wiadomo było, że inne, bogate w protony jądra atomowe nie mogą być wytworzone przez żaden z tych procesów (np. jądra 190Pt albo 168Yb). To proste spostrzeżenie zasugerowało istnienie procesu, który prowadzi do powstawania niektórych ciężkich jąder z nadmiarem protonów i tak został on nazwany procesem protonowym, w skrócie procesem p. Proces ten, jak jest dzisiaj rozumiany, nie ma nic wspólnego z wychwytem protonu, jakby to mogła sugerować nazwa i tym samym nie należy mylić procesu p z procesem rp, który faktycznie przebiega przez wychwyt protonu. Pozostawiona nazwa procesu p ma sugerować, iż chodzi o mechanizm nukleosyntezy prowadzący do wytworzenia jąder ciężkich o możliwie największym udziale protonów.
Mając do dyspozycji stabilne jądro atomowe są dwa sposoby zwiększenia stosunku liczby protonów do liczby neutronów – można zwiększyć liczbę protonów lub zmniejszyć liczbę neutronów. Na dodawaniu protonów opiera się proces rp, zaś proces p zachodzi poprzez reakcje fotojądrowe, w trakcie których foton gamma wybija nukleony (w szczególności neutrony) z jądra atomowego (dlatego też proces p jest czasem określany jako proces gamma). Są dwie istotne dla procesu p reakcje jądrowe: wybicie z jądra atomowego neutronu bądź cząstki alfa przez foton promieniowania gamma, zapisywane odpowiednio jako (γ,n) i (γ,α).

## Astrofizyka
Podczas eksplozji supernowej II typu temperatura osiąga od 2·109 K do 3·109 K. Wynikłe z tego promieniowanie tworzy „kąpiel fotonową”, która może prowadzić do reakcji fotojądrowych z jądrami wyprodukowanymi w procesie s i procesie r. W tych warunkach, jak się uważa, reakcje fotodezintegracji są odpowiedzialne za produkcję niektórych, protononadmiarowych jąder atomowych z więcej niż 100 nukleonami (A>100). Ostatnio wysunięto hipotezę, że łączenie gwiazd neutronowych podczas ich zderzenia w układzie podwójnym będzie miało podobne warunki i może również odgrywać rolę w produkcji jąder, które powstają w procesie p, lecz to nie zostało jeszcze potwierdzone obserwacyjnie. Ponieważ proces p trwa tylko przez krótki czas, w trakcie którego neutrony lub cząstki alfa są wybijane z ciężkich jąder wyprodukowanych innymi drogami, jądra wytworzone przez ten proces występują rzadziej niż sąsiednie izotopy i izotony. Proces p może również przyczynić się do produkcji jąder atomowych wytwarzanych podczas procesów: r, s lub rp, lecz zwykle wkład ten jest niewielki.